# Abigail Thorn
Abigail Thorn (Northumberland, 24 april 1993) is een Britse youtuber en actrice bekend van haar kanaal Philosophy Tube. Na de verhoging van het Britse collegegeld in 2012, startte ze in 2013 YouTube-kanaal om gratis les in filosofie te geven. De video's bespreken filosofie vanuit een links perspectief, vaak geïnformeerd door hedendaagse politiek. Haar kanaal werd positief onthaald en heeft in 2025 meer dan anderhalf miljoen abonnees.
In 2019 organiseerde Thorn een livestream op Twitch, waar ze toneelstukken las uit De volledige werken van William Shakespeare voor de liefdadigheidsorganisatie Samaritanen. De stream duurde vijf dagen, en haalde meer dan £ 100.000 (€ 111.630) op.

## Persoonlijk leven
Thorn komt uit Northumberland en heeft twee oudere broers. Ze zat op de Royal Grammar School in Newcastle upon Tyne, waar ze lid was van een cadettengroep. Ze studeerde naast biologie en scheikunde ook filosofie, en schrijft haar ontdekking van het onderwerp toe aan haar leraar. Thorn studeerde filosofie en theologie aan de Universiteit van St. Andrews, waar ze ook deelnam aan Mermaids en de St. Andrews Revue. Thorn studeerde in 2015 af met een eersteklas Schotse Master of Arts in de filosofie. Daarna volgde ze een opleiding aan de East 15 Acting School en voltooide ze in 2017 een Master of Arts, uitgereikt door de Universiteit van Essex, voordat ze naar Londen verhuisde.
In oktober 2019 besprak ze, toen nog als Oliver Thorn, haar seksualiteit in haar YouTube video "Queer✨" en kwam ze uit de kast als biseksueel. Ze benadrukte dat haar seksualiteit trans-inclusief was. In januari 2021 gaf Thorn aan voortaan als vrouw door het leven te gaan onder de naam Abigail.

## Carrière
Thorn begon haar youtubekanaal, Philosophy Tube, als educatief kanaal in 2013 als reactie op het verdrievoudigen van het collegegeld in het Verenigd Koninkrijk in 2012, waardoor het hoger onderwijs minder toegankelijk werd. Thorn maakte het haar missie om "een filosofiegraad gratis weg te geven".
In 2016 nam Thorn deel aan YouTube NextUp, een trainingsprogramma van een week voor YouTubers met minder dan 100.000 abonnees. Na het bijwonen van de conferentie VidCon in 2018 besloot Thorn de inhoud van haar video's te veranderen en begon ze te filmen in een studio met kostuums en make-up. Ze gebruikte ook rekwisieten zoals slangen en paarden. Emily VanDerWerff van Vox vatte samen dat het kanaal zowel filosofische onderwerpen als "hedendaagse sociopolitieke ideeën vanuit een links perspectief behandelt". Zo wordt een video die begint met het onderwerp Brexit een bredere discussie over democratie. In een andere video over voormalig Trump-adviseur en mede-oprichter van Breitbart News, Steve Bannon, speelt Thorn een cover van een Hadestown- nummer met teksten over Bannon. VanDerWerff schreef dat Thorn "de hele shtick van [Bannon] ondermijnt".
Thorns video uit 2018 "Suic!de and Ment@l He@lth" (Zelfmoord en geestelijke gezondheid) bespreekt maatschappelijke houdingen ten opzichte van de geestelijke gezondheid, samen met haar persoonlijke ervaringen: ze heeft een geschiedenis van zelfbeschadiging en heeft twee keer in haar leven een poging tot zelfmoord gedaan. Medio 2019 zei Thorn dat ze nog steeds dagelijks minstens één e-mail krijgt van iemand die aangaf dat die video hun leven had gered. Thorn's video "Men. Abuse. Trauma." (Mannen. Misbruik. Trauma.) Gaat over mannen en geestelijke gezondheid, verwijzend naar haar persoonlijke ervaringen. Thorn leerde het script van de 35-minuten durende video uit haar hoofd, en nam het in één take op zonder knippen of bewerken. Eén enkele kostuumwisseling wordt mogelijk gemaakt door een langzame camerapan door de kamer; Thorn gebruikte de tweede van twee takes. Zowel het script als de stijl van de video verwijzen naar Jean-Paul Sartre's toneelstuk Huis clos (Met gesloten deuren) uit 1944. Emily VanDerWerff van Vox prees dat de "spanning en kwetsbaarheid die wordt opgebouwd" wordt gehandhaafd door het gebrek aan bewerking, en meende dat in de video de "esthetische vorm onafscheidelijk is van de inhoud".
In juli 2019 besprak Thorn haar kanaal op de BBC-radioshow World Business Report.

### Liefdadigheids-livestream
In 2019 begon Thorn een liefdadigheids-livestream waarin ze de De volledige werken van William Shakespeare las om geld in te zamelen voor de Samaritanen, een Britse liefdadigheidsinstelling die mensen in emotionele nood helpt. Thorn koos voor het goede doel omdat ze zei dat de telefonische hotline "mijn leven redde toen ik zelfmoord overwoog". Ze koos voor Shakespeare op basis van het idee dat "Shakespeare elke menselijke emotie kenmerkt", dat ze toeschreef aan Judi Dench. De stream is geïnspireerd op een videogamestream van Hbomberguy in januari 2019, die $340,000 (€301.930) opbracht voor de Britse liefdadigheidsinstelling Mermaids. De livestream werd aangekondigd aan het einde van haar YouTube-video "Men. Abuse. Trauma", dat eind juli 2019 werd uitgebracht.
Thorn streamde op Twitch, begon op vrijdag 23 augustus en eindigde op dinsdag 27 augustus, terwijl ze continu streamde met slechts een paar uur per dag om te slapen. Veel internetpersoonlijkheden sloten zich bij Thorn aan om rollen in de toneelstukken te spelen, waaronder Mara Wilson, Dominique "SonicFox" McLean, Jim Sterling, Tom Scott, Hannah Witton en Daniel Howell.
Thorn kondigde op Twitter aan dat de stream £ 109.447,54 (ongeveer € 122.170) had opgehaald na PayPal- kosten voor valutaconversie, met meer dan 175.000 mensen die de stream bekeken. Thorn zei dat ze had verwacht tussen $ 2.000 en $ 5.000 op te halen. De Royal Shakespeare Company prees Thorn voor het initiatief, evenals de Samaritanen.

### Andere ondernemingen
Thorn heeft geschreven voor publicaties zoals HuffPost UK, The Independent, en Broadway Baby. Ze heeft stand-up, voice-overwerk en toneelacts gedaan. In de zomer van 2019 speelde ze Claudio in de Britse openluchttour van Veel Drukte Om Niks.

## Filmografie

### Televisie
| Jaar      | Titel               | Rol           | Opmerkingen    |
| --------- | ------------------- | ------------- | -------------- |
| 2021-2022 | Ladhood             | Iona          | 4 afleveringen |
| 2023      | Django              | Jess          | 9 afleveringen |
| 2024      | The Acolyte         | Ensign Eurus  | 2 afleveringen |
| 2024      | House of the Dragon | Sharako Lohar | 1 aflevering   |
| 2024      | The Getaway         | Ms. Terry     | 5 afleveringen |

### Theater
| Jaar | Titel      | Rol     | Opmerkingen     |
| ---- | ---------- | ------- | --------------- |
| 2022 | The Prince | Hotspur | Ook schrijfster |

### Videogames
| Jaar | Titel                        | Rol      | Opmerkingen |
| ---- | ---------------------------- | -------- | ----------- |
| 2023 | Harmony: The Fall of Reverie | Nora     |             |
| 2023 | Baldur's Gate 3              | Nocturne |             |

### Film
| Jaar | Titel                   | Rol        | Opmerkingen                         |
| ---- | ----------------------- | ---------- | ----------------------------------- |
| 2024 | IDENTITEAZE             | Val        | Korte film                          |
| 2024 | Dracula's Ex-Girlfriend | Belladonna | Ook schrijfster van deze korte film |